# Chloë Grace Moretz
Chloë Grace Moretz (Atlanta, 10 febbraio 1997) è un'attrice statunitense.
Salita alla ribalta in giovane età con i ruoli horror di Chelsea Lutz in Amityville Horror (2005), e di Alicia Milstone in The Eye (2008), il successo arriva nel 2010 quando interpreta Hit-Girl in Kick-Ass, ruolo che riprende nel sequel Kick-Ass 2 (2013), e Abby in Blood Story. Ha spaziato anche in altri generi come in Hugo Cabret di Martin Scorsese (2011).

## Biografia
Nata in Georgia, Chloë è figlia di Teri, un'infermiera, e McCoy, chirurgo plastico. Ha quattro fratelli maggiori, Brandon, Trevor, Colin ed Ethan; Trevor è anche il suo manager. Nel 2002 si sposta a New York con la madre Teri e il fratello Trevor, dopo che quest'ultimo ha accettato un lavoro in una scuola di arti dello spettacolo: proprio osservando il fratello recitare in una commedia, scopre il suo interesse per il teatro. La sua carriera di attrice inizia quando la famiglia si trasferisce a Los Angeles nel 2003.
Il suo primo ruolo a Hollywood è in due episodi della serie televisiva The Guardian, mentre la sua prima parte in un film è quella di Molly in Heart of the Beholder. Con la sua seconda interpretazione in un film per il grande schermo del 2005, il remake di Amityville Horror, raggiunge una prima notorietà; la sua performance nel ruolo di Chelsea Lutz le fa anche guadagnare una candidatura al Young Artist Award. Appare poi sporadicamente in alcune serie, tra cui My Name Is Earl e Desperate Housewives. Nel 2006 riceve un ruolo nella pellicola FBI: Operazione tata. In questi anni si dedica anche al doppiaggio, prestando la sua voce al personaggio di Darby nel cartone animato di I miei amici Tigro e Pooh.
Nel 2010 è protagonista di Blood Story di Matt Reeves, e partecipa al film Kick-Ass nel ruolo di Hit-Girl. L'anno dopo recita nel ruolo di Isabelle in Hugo Cabret di Martin Scorsese, con Asa Butterfield, e partecipa al video musicale Our Deal dei Best Coast, diretto da Drew Barrymore, mentre nel 2012 appare in Dark Shadows di Tim Burton, al fianco di Johnny Depp, Eva Green, Michelle Pfeiffer, Jonny Lee Miller e Helena Bonham Carter. In questo biennio riceve diversi riconoscimenti, tra cui due Young Artist Award.
Nel 2013 riprende dapprima il ruolo di Hit-Girl in Kick Ass 2, e presta poi il volto a Carrie White in Lo sguardo di Satana - Carrie, accanto a Julianne Moore. Nel 2014 è protagonista in Dimmi quando e in Resta anche domani, quest'ultimo tratto dal romanzo di Gayle Forman. Nello stesso anno recita nel film The Equalizer - Il vendicatore accanto a Denzel Washington, mentre nel 2015 ha un ruolo in Dark Places - Nei luoghi oscuri.
L'anno successivo è protagonista del film distopico La quinta onda, tratto dall'omonimo romanzo di Rick Yancey. Sempre nel 2016 è nel cast del film comico Cattivi vicini 2, diretto da Nicholas Stoller, in cui recita accanto a Zac Efron, Seth Rogen e Rose Byrne. L'anno dopo prende parte al film poliziesco November Criminals, diretto e co-scritto da Sacha Gervasi, accanto ad Ansel Elgort. Nel 2018 ottiene il ruolo di protagonista nel film La diseducazione di Cameron Post, e prende parte accanto a Dakota Johnson e Tilda Swinton a Suspiria di Luca Guadagnino. Nel 2022 è protagonista nella serie Inverso - The Peripheral.

## Vita privata
Dal 2014 è stata legata a più riprese al modello e fotografo britannico Brooklyn Beckham; la relazione si è chiusa definitivamente nel 2018. Dallo stesso anno è fidanzata con la modella Kate Harrison: nel 2024 Moretz ha fatto coming out dichiarandosi pubblicamente lesbica.

## Filmografia

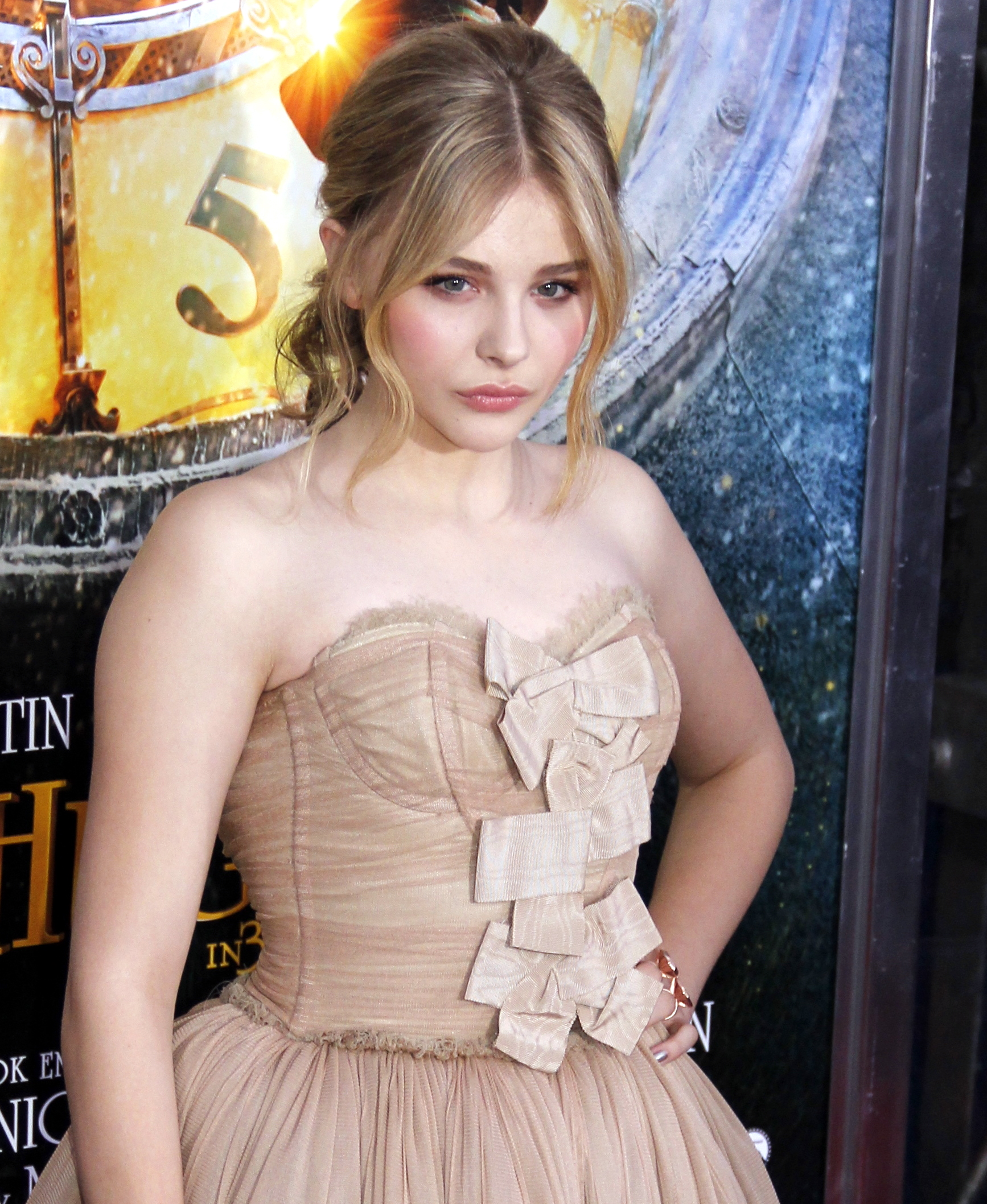
Moretz nel 2011 all'anteprima newyorkese di Hugo Cabret

### Attrice

#### Cinema
- Amityville Horror, regia di Andrew Douglas (2005)
- Heart of the Beholder, regia di Ken Tipton (2005)
- Today You Die, regia di Don E. FauntLeRoy (2005)
- FBI: Operazione tata (Big Momma's House 2), regia di John Whitesell (2006)
- Room 6, regia di Michael Hurst (2006)
- Zombies - La vendetta degli innocenti (Wicked Little Things), regia di J. S. Cardone (2006)
- The Third Nail, regia di Kevin Lewis (2007)
- The Eye, regia di David Moreau e Xavier Palud (2008)
- The Poker House, regia di Lori Petty (2008)
- (500) giorni insieme ((500) Days of Summer), regia di Marc Webb (2009)
- Not Forgotten, regia di Dror Soref (2009)
- Jack and the Beanstalk, regia di Gary J. Tunnicliffe (2010)
- Kick-Ass, regia di Matthew Vaughn (2010)
- Diario di una schiappa (Diary of a Wimpy Kid), regia di Thor Freudenthal (2010)
- Blood Story (Let Me In), regia di Matt Reeves (2010)
- Le paludi della morte (Texas Killing Fields), regia di Ami Canaan Mann (2011)
- Hick, regia di Derick Martini (2011)
- Hugo Cabret (Hugo), regia di Martin Scorsese (2011)
- Scary Girl, regia di Ryan Perez (2011) – cortometraggio
- Dark Shadows, regia di Tim Burton (2012)
- Comic Movie (Movie 43), registi vari (2013)
- Kick-Ass 2, regia di Jeff Wadlow (2013)
- Lo sguardo di Satana - Carrie (Carrie), regia di Kimberly Peirce (2013)
- Dimmi quando (Laggies), regia di Lynn Shelton (2014)
- Muppets 2 - Ricercati (Muppets Most Wanted), regia di James Bobin (2014)
- Resta anche domani (If I Stay), regia di R. J. Cutler (2014)
- Snackapocalypse (2014) - cortometraggio
- Sils Maria (Clouds of Sils Maria), regia di Olivier Assayas (2014)
- The Equalizer - Il vendicatore (The Equalizer), regia di Antoine Fuqua (2014)
- Dark Places - Nei luoghi oscuri (Dark Places), regia di Gilles Paquet-Brenner (2015)
- La quinta onda (The 5th Wave), regia di J Blakeson (2016)
- Cattivi vicini 2 (Neighbors 2: Sorority Rising), regia di Nicholas Stoller (2016)
- Brain on Fire, regia di Gerard Barrett (2016)
- I Love You, Daddy, regia di Louis C.K. (2017)
- November Criminals, regia di Sacha Gervasi (2017)
- La diseducazione di Cameron Post (The Miseducation of Cameron Post), regia di Desiree Akhavan (2018)
- Suspiria, regia di Luca Guadagnino (2018)
- Greta, regia di Neil Jordan (2018)
- Shadow in the Cloud, regia di Roseanne Liang (2020)
- Tom & Jerry, regia di Tim Story (2021)
- Mother/Android, regia di Mattson Tomlin (2021)

#### Televisione
- The Guardian – serie TV, 2 episodi (2004)
- My Name Is Earl – serie TV, 1 episodio (2005)
- Family Plan - Un'estate sottosopra (Family Plan), regia di David S. Cass Sr. – film TV (2005)
- The Cure, regia di Danny Cannon – film TV (2007)
- Hallowed Ground, regia di David Benullo – film TV (2007)
- Desperate Housewives – serie TV, 2 episodi (2006-2007)
- Dirty Sexy Money – serie TV, 7 episodi (2007-2008)
- 30 Rock – serie TV, 3 episodi (2011-2013)
- Inverso - The Peripheral (The Peripheral) – serie TV, 8 episodi (2022)

### Doppiatrice
- A scuola con l'imperatore (The Emperor's New School) – serie TV, 1 episodio (2006)
- Super Sleuth Christmas Movie, regia di Don MacKinnon – film TV (2007)
- Bolt - Un eroe a quattro zampe (Bolt), regia di Byron Howard e Chris Williams (2008)
- I miei amici Tigro e Pooh (My Friends Tigger & Pooh) – serie TV, 31 episodi (2007-2010)
- Il Musical di Tigro e Pooh, regia di David Hartman (2009)
- Kick-Ass: The Game – videogioco (2010)
- Dishonored – videogioco (2012)
- Girl Rising, regia di Richard Robbins (2013)
- American Dad! – serie TV, episodio 10x01 (2014)
- La storia della Principessa Splendente (The Tale of The Princess Kaguya), regia di Isao Takahata (2014)
- La famiglia Addams (The Addams Family), regia di Conrad Vernon e Greg Tiernan (2019) – Mercoledì Addams
- Scarpette rosse e i sette nani (Red Shoes and the Seven Dwarfs), regia di Sung-ho Hong (2019)
- La famiglia Addams 2 (The Addams Family 2), regia di Greg Tiernan, Laura Brousseau e Kevin Pavlovic (2021)
- Nimona, regia di Nick Bruno e Troy Quane (2023)

## Riconoscimenti

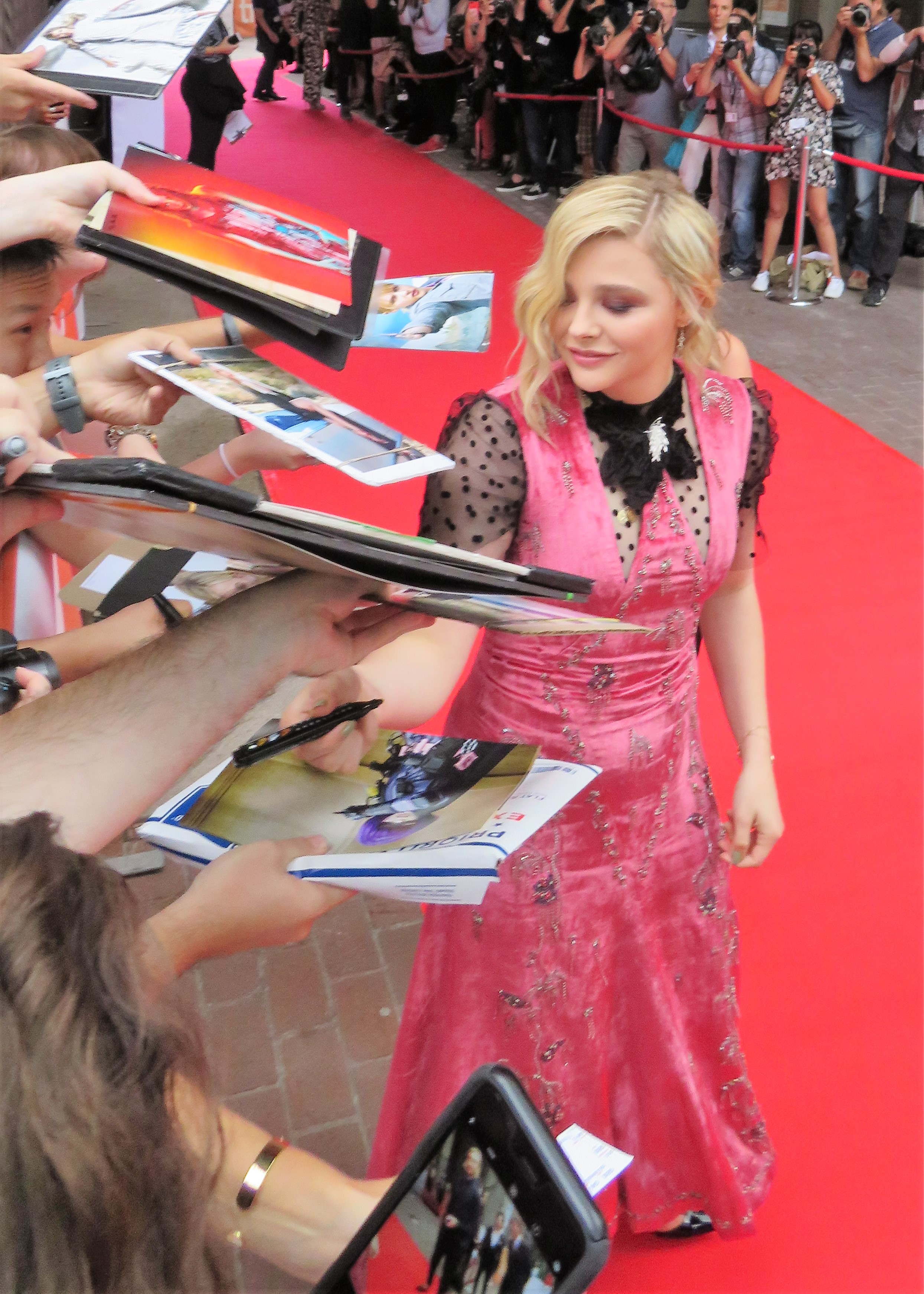
Moretz firma autografi all'anteprima di Greta al Toronto Film Festival, 2018.

- Central Ohio Film Critics Association Awards
  - 2011 – Candidatura all'attore dell'anno per Blood Story, Kick-Ass e Diario di una schiappa
  - 2011 – Attrice rivelazione per Blood Story, Kick-Ass e Diario di una schiappa
- CinemaCon
  - 2012 – Female Star of Tomorrow
- Critics' Choice Awards
  - 2011 – Candidatura al miglior giovane interprete per Blood Story
  - 2011 – Candidatura al miglior giovane interprete per Kick-Ass
- Empire Awards
  - 2011 – Miglior debutto per Kick-Ass e Blood Story
- Las Vegas Film Critics Society Awards
  - 2010 – Candidatura Youth in film per Kick-Ass
- MTV Movie Awards
  - 2011 – Candidatura al miglior combattimento con Mark Strong in Kick-Ass
  - 2011 – Miglior eroina per il ruolo di Hit-Girl in Kick-Ass
  - 2011 – Miglior performance rivelazione per Kick-Ass
  - 2013 – Miglior duro dell'estate per Kick-Ass 2
- People's Choice Awards
  - 2012 – Star preferita under 25
  - 2015 – Attrice drammatica preferita
- Phoenix Film Critics Society Awards
  - 2010 – Candidatura alla miglior performance giovanile nel ruolo di protagonista e non – Attrice per Blood Story
  - 2010 – Candidatura alla miglior attrice non protagonista per Kick-Ass
  - 2010 – Performance rivelazione per Kick-Ass
  - 2011 – Candidatura alla miglior performance giovanile nel ruolo di protagonista e non – Attrice per Hugo Cabret
- Saturn Award
  - 2014 – Miglior attore emergente per Lo sguardo di Satana - Carrie
  - 2015 – Candidatura al miglior attore emergente per The Equalizer - Il vendicatore[7]
- Scream Award
  - 2010 – Candidatura al miglior eroe per Kick-Ass nel ruolo di Hit-Girl
  - 2010 – Candidatura alla miglior attrice fantasy per Kick-Ass
  - 2010 – Performance rivelazione femminile per Kick-Ass
  - 2011 – Migliore attrice horror per Blood Story
  - 2011 – Candidatura alla miglior performance in un lungometraggio – Giovane attrice per Kick-Ass
  - 2011 – Candidatura alla miglior performance di gruppo in un lungometraggio per Blood Story con Kodi Smit-McPhee, Dylan Minnette e Jimmy Pinchak
  - 2011 – Miglior performance di gruppo in un lungometraggio per Diario di una schiappa con Zachary Gordon, Robert Capron, Devon Bostick, Alex Ferris, Karan Brar, Laine MacNeil e Grayson Russell
- Teen Choice Awards
  - 2010 – Candidatura alla rivelazione femminile per Kick-Ass
  - 2015 – Miglior attrice in un film drammatico per Resta anche domani[8]
  - 2016 – Candidatura alla miglior attrice in un film Sci-fi/Fantasy per La quinta onda[9]
  - 2016 – Candidatura alla miglior attrice in un film commedia per Cattivi vicini 2[9]
- Young Artist Award
  - 2006 - Candidatura alla miglior performance in un lungometraggio - Giovane attrice non protagonista per Amityville Horror
  - 2007 – Candidatura alla miglior performance in un lungometraggio – Giovane attrice non protagonista per FBI: Operazione tata
  - 2007 – Candidatura alla miglior performance in una serie televisiva (commedia o drammatica) – Giovane attrice guest star per Desperate Housewives
  - 2008 – Candidatura alla miglior performance in una serie televisiva – Giovane attrice ricorrente per Dirty Sexy Money
  - 2008 – Candidatura al miglior doppiaggio – Giovane attrice per I miei amici Tigro e Pooh
  - 2009 – Candidatura al miglior doppiaggio – Giovane attrice per I miei amici Tigro e Pooh
  - 2010 – Candidatura alla miglior performance in un lungometraggio – Giovane attrice non protagonista per (500) giorni insieme
  - 2012 – Miglior performance in un lungometraggio per Hugo Cabret
  - 2012 – Miglior giovane attrice per Hugo Cabret
- Young Hollywood Awards
  - 2014 – Attrice preferita dai fan

## Doppiatrici italiane
Nelle versioni in italiano delle opere in cui ha recitato, Chloë Grace Moretz è stata doppiata da:
- Emanuela Ionica in Hugo Cabret, Dimmi quando, La quinta onda, Cattivi vicini 2, Brain on Fire, La diseducazione di Cameron Post, Greta, Mother/Android, Inverso - The Peripheral
- Veronica Puccio in Lo sguardo di Satana - Carrie, Resta anche domani, Sils Maria, Dark Places - Nei luoghi oscuri, November Criminals
- Angelica Bolognesi in Desperate Housewives, Dirty Sexy Money, Kick-Ass, Le paludi della morte, Kick-Ass 2
- Lucrezia Marricchi in Amityville Horror, Zombies - La vendetta degli innocenti, Suspiria
- Lilian Caputo in 30 Rock, Blood Story, Dark Shadows
- Giulia Franceschetti in (500) giorni insieme, The Equalizer - Il vendicatore
- Cecilia Fanfani in The Eye
- Sara Di Gregorio in FBI: Operazione tata
- Angelica Aurora Gregori in Not Forgotten
- Sara Labidi in Comic Movie
- Margherita De Risi in Tom & Jerry

Come doppiatrice è sostituita da:
- Eleonora Gaggero ne La famiglia Addams, La famiglia Addams 2
- Angelica Bolognesi in I miei amici Tigro e Pooh
- Sara Labidi in Bolt - Un eroe a quattro zampe
- Cinzia Massironi in Dishonored
- Baby K in Scarpette rosse e i sette nani
- Margherita De Risi in Nimona